# アルナルド・モミリアーノ
アルナルド・ダンテ・モミリアーノ （Arnaldo Dante Momigliano KBE(騎士)：1908年9月5日 - 1987年9月1日）は、イタリア出身の歴史学者・西洋古典学者。史学史や史料批判の研究で知られ、ドナルド・ケーガンに指導的研究者として特記された。戦後は英語圏で研究活動を行った。

## 経歴
1936年にトリノ大学で古代ローマ史の教授になったが、1938年、反ユダヤ人種法によりその地位を追われ、英国へ移住。以後そこで暮らし、一時はオックスフォード大学で、その後はロンドン大学に行き1951年から1975年まで教授を務めた。ウォーバーグ研究所フェローも務めた。1974年には大英帝国勲章（KBE）を受章した。
また定期的に、アメリカのシカゴ大学でも講じ、そこでは人文学のアレキサンダー・ホワイト教授に任命され、他にピサ師範学校にも顔を出し、ニューヨーク・タイムズ・ブックレビューにも書評を載せている。
研究対象としては、古代ギリシアの歴史家とその方法論、近世の好古家（アンティクアリアン）、エドワード・ギボンら近代以降の歴史家などを扱っている。また、1930年以後にイタリア百科事典に多数の伝記を寄稿し、1940年代から50年代にかけては、オックスフォード古典学事典やブリタニカ百科事典に、関連事項・人物伝を寄稿している。
没後に多くのエッセイが出版された。教え子にアンソニー・グラフトンがいる。

## 日本語訳
- 『伝記文学の誕生』 柳沼重剛訳、東海大学出版会（東海選書）、1982年
- 『モミッリャーノ 歴史学を歴史学する』木庭顕編訳、みすず書房、2021年

ほか。